# Juanfran Torres
Juan Francisco Torres Belén (n. 9 ianuarie 1985), cunoscut ca Juanfran, este un fotbalist spaniol care evoluează la São Paulo pe postul de fundaș.

## Goluri internaționale
| 1.                     | 16 noiembrie 2013 | Nuevo Estadio, Malabo, Equatorial Guinea | Guineea Ecuatorială | 2–1 | 2–1 | Meci amical |
| Corect la 18 Nov. 2013 |                   |                                          |                     |     |     |             |

## Palmares

### Club
Espanyol
- Copa del Rey: 2005–06

Atlético Madrid
- UEFA Europa League: 2011–12
- La Liga: 2013–14
- Supercupa Europei: 2012
- Copa del Rey: 2012–13
- UEFA Champions League

Finalist: 2013–14
- Supercopa de España

Finalist: 2013

### Națională
Spania
- Campionatul European de Fotbal: 2012

Spania U19
- Campionatul European Under-19: 2004

Spania U20
- Campionatul Mondial FIFA U-20

Finalist: 2003